# Томирис
Томири́с (греч. Τόμυρίς; лат. Tomyris; др.иран. Tahmirih; от авест. Tahma-Rayiš — «прекрасная обликом», приблизительно 570—520 годы до н. э.) — царица массагетов.

## Этимология
Согласно Францу Альтхайму и Руте Штиль эллинистическая форма имени Томирис (греч. Τόμυρίς) восходит к авестийскому *tahma-rayiš — «прекрасная обликом» или дословно «Той, чьим великолепием является облик, фигура». То есть имеющая отношение к tahma- и rayay- — «роскошь, богатство». Сходным образом зовут и её сына Спаргаписа (греч.  „Σπαργαπίσης“) — от авест. sparəγa-paēsa, «красотой подобный ростку», от sparəγa — «росток» и paēsa — «красота». По мнению исследователей, имя сына царицы Томирис напоминает имя скифского царя Спаргапифа (Некоторые считают его отцом Томирис). Сходство имён можно объяснить родством между иранскими племенами (европейских) скифов и массагетов.

## История
Самое раннее описание массагетов, их царицы Томирис и её победы над персидским царём Киром II Великим, после попытки последнего завладеть царством массагетов, приводит Геродот, который пишет почти спустя сто лет после упоминаемых событий. История Томирис и её победы над Киром была хорошо известна в античном мире и стала легендой; писатели античности Страбон, Полиэн, Кассиодор и Иордан также писали о ней.
События произошли на Южном Кавказе, в западной части Прикаспия, к северу от реки Аракс. По словам Геродота, Аракс вытекает из области матиенов (древний народ, живший вокруг озера Урмия на востоке Армянского нагорья), Страбон также говорит, что «Аракс протекает через Армению». Если следовать этим версиям, массагеты Томирис обитали на западных берегах Каспийского моря, там, где ранее было известно Закавказское скифское царство Ишкуза, а в более позднее время на этих территориях располагалось царство Маскут, где также были известны массагеты под именем маскуты (арм. форма слова массагеты). Геродот сообщает что Кир, перейдя реку Аракс и углубившись на территорию массагетов на один дневной переход, по совету лидийца Креза, устроил массагетам ловушку. Персы оставили лагерь с запасом вина, который обороняла небоеспособная часть, а основные войска отошли назад к реке. Массагеты, как только одолели противника, возлегли и стали пировать, а насытившись пищей и вином, заснули. Персы же, придя, перебили многих из них, а ещё больше захватили в плен, среди прочих и сына царицы Томирис, командовавшего массагетами, имя которого было Спаргапис. Узнав об этом, Томирис направила Киру послание: «Алчущий крови Кир, … отдай мне моего сына и уходи из этой страны безнаказанно… Если же ты не сделаешь этого, то клянусь тебе солнцем, владыкой массагетов, я напою тебя кровью, хотя ты и ненасытен».
Согласно Геродоту, пленённый Спаргапис уговаривает Кира снять с себя оковы, а когда же был освобождён и как только смог владеть руками, лишил себя жизни.
Томирис же, когда Кир её не послушался, собрав всё своё войско, вступила с Киром в бой. Большая часть персидского войска была уничтожена тут же на месте, а сам Кир погиб. По одним свидетельствам, обезглавленный труп Кира был распят (Геродот об этом не сообщает), а его голову Томирис сунула в винный мех, наполненный человеческой кровью, и добавила следующее: «Ты меня, живую и одержавшую над тобой победу в битве, погубил, захватив хитростью моего сына. Я же тебя, как угрожала, напою кровью» (по другой версии «Ты жаждал крови, царь персов, так пей её теперь досыта!»). Геродот называет эту битву самой жестокой из тех, которые были у варваров:

Большая часть персидского войска пала на месте сражения, сам Кир был убит. Процарствовал он двадцать восемь лет. Томирис наполнила мешок человеческой кровью и велела разыскать среди павших труп Кира. Нашедши, она погрузила голову его в мешок и, издеваясь над нею, сказала: «Хотя я вижу и победила тебя в сражении, но ты причинил мне тяжкое горе, коварством отнявши у меня сына, и я насыщу тебя кровью, как угрожала».— Геродот. История. I, 214
Однако доподлинно известно, что Кир был погребён в Пасаргадах (где его останки видел ещё Александр Македонский), поэтому некоторые из исследователей считают этот эпизод недостоверным. Так, по мнению Бероса, Кир пал в битве с дахами после девятилетнего царствования в Вавилоне.
Иордан в труде «О происхождении и деяниях гетов» называл Томирис гетской царицей, говоря, что Кир, царь персов, во времена царицы гетов Томирис пошёл на неё гибельной войной, и по её окончании царица Томирис, усилившись благодаря победе и огромной захваченной у врагов добыче, пошла в ту часть Мёзии, которая, восприняв имя от Великой Скифии, ныне называется Малой Скифией, и там, на мёзийском берегу Понта (современное Чёрное море), построила город Томы (современная Констанца; и несколько веков столица Малой Скифии), назвав его по своему имени.

## Отражение в культуре
История Томирис была отражена в традиции западного искусства. Художники Рубенс, Аллегрини, Лука Феррари, Маттиа Прети, Гюстав Моро и скульптор Северо Кальзетта да Равенне относятся к числу тех, кто изображал Томирис и события её жизни.
Работы средневековых авторов, посвящённые Томирис:

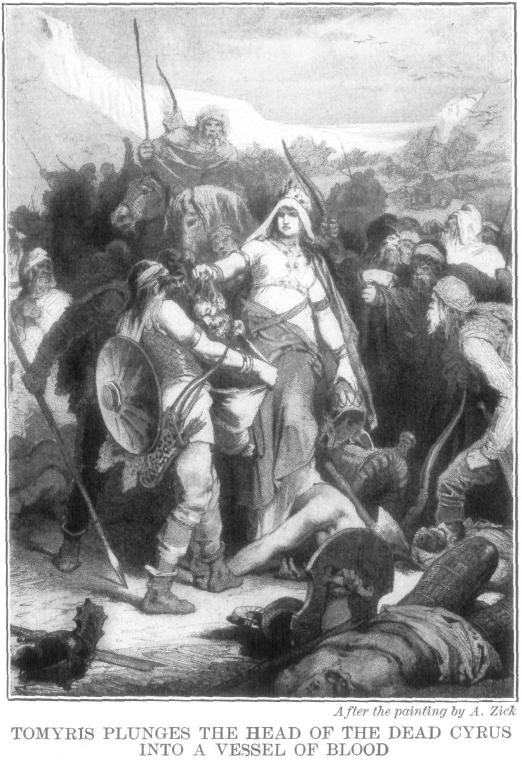
Томирис погружает голову Кира в сосуд с кровью
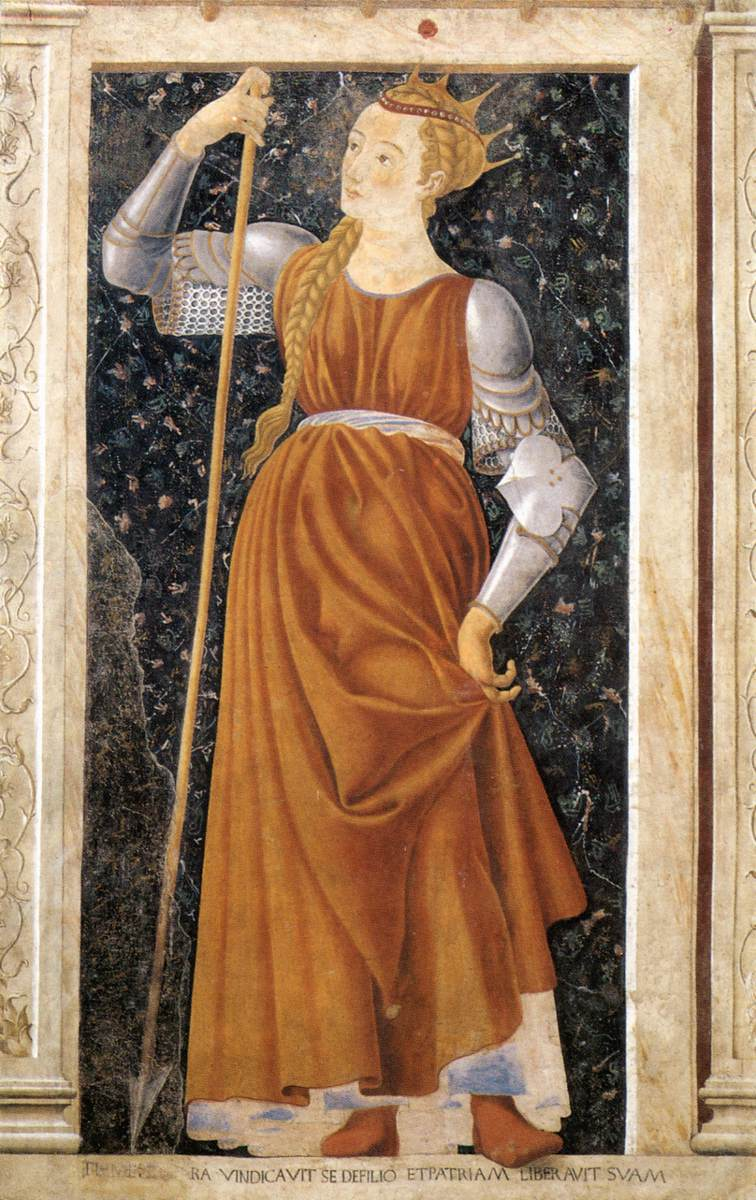
Портрет Томирис кисти Андреа дель Кастаньо, XV в.
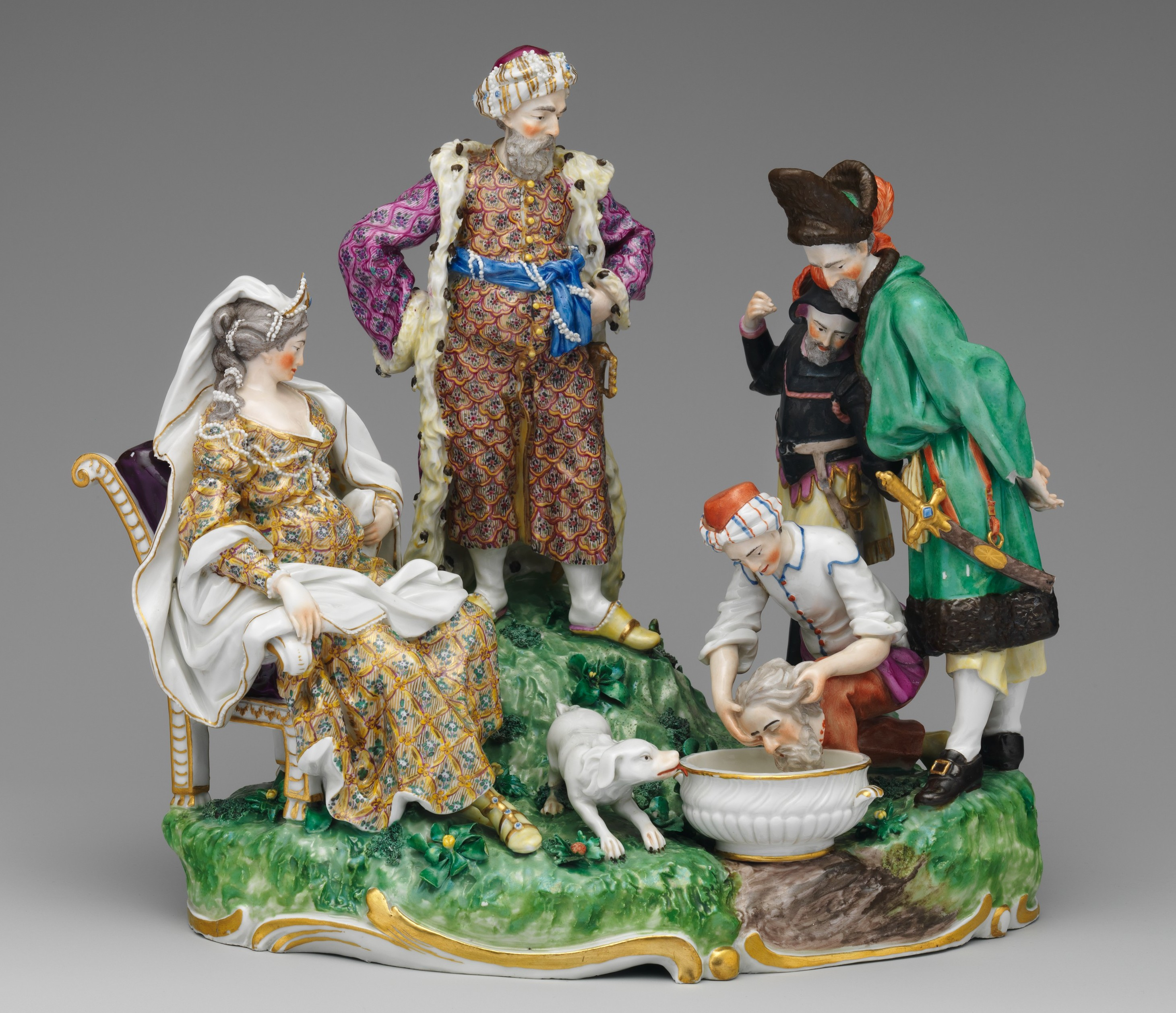
Томирис и голова Кира, Франкентальский фарфор, ок. 1773 г.

- В 1707 году в Лондоне впервые была поставлена опера «Томирис царица Скифии[англ.]»[23][24]
- Томирис отведена роль лидера скифов в компьютерной игре Civilization VI[25]
- Казахстанская киностудия «Казахфильм» сняла фильм «Томирис»[26]. Роль массагетской царицы исполняет Альмира Турсын.
- В честь Томирис названа улица в Шымкенте[27].
- В честь Томирис назван астероид (590) Томирис, открытый в 1906 году.
- В городе Астана поставлен памятник в честь Томирис[источник не указан 148 дней].
- Томирис является одним из второстепенных персонажей в историческом романе Явдата Ильясова «Тропа гнева»[источник не указан 148 дней].